# Acer saccharinum
L'acero saccarino o acero argenteo (Acer saccharinum L.) è un albero appartenente alla famiglia delle Sapindacee,originario delle regioni nord-orientali del continente nordamericano (a cavallo tra Stati Uniti – dove costituisce una delle specie arboree più diffuse – e Canada).

## Descrizione

### Portamento
La pianta raggiunge normalmente l'altezza di 8–10 m, ma può raggiungere anche 25–40 m. La crescita è veloce che lo rende adatto all'utilizzo come pianta ornamentale, piantato nei parchi e nelle strade. I rami, simili a canne, sono piuttosto esili e si possono danneggiare a causa di tempeste e nevicate forti, ma ricrescono velocemente: si protendono verso l'alto e si aprono alla sommità, conferendo alla pianta il tipico portamento espanso.

### Foglie
La chioma, dal diametro di 3–5 m, è composta da foglie caduche, opposte, pentalobate e profondamente incise, con denti irregolari, di colore verde brillante sulla pagina superiore e bianco-argentato su quella inferiore; diventano di colore giallo delicato, qualche volta rosso brillante.

### Fiori
I fiori sono piccoli giallo-verdastri, senza petali a grappoli con le ali. Compaiono esili germogli a fine inverno (marzo). Durante la fioritura le api si cibano del loro nettare: il miele d'acero è tra i più profumati e limpidi

### Frutti
I frutti sono samare appaiate (disamare) e unite, hanno ali leggermente ritorte.

### Corteccia
La corteccia è di colore grigio-bruno; con l'età si desquama.

## Coltivazione
Le coltivazioni più diffuse comprendono 'Laciniatum', pendula e con foglie lobate e divise profondamente e 'Pyramidale' (sin. 'Fastigiatum') dal portamento fastigiato.

## Rusticità
Zone da 4 a 9 della classificazione USDA.